# Multiwerbizacja
 Multiwerbizacja – proces polegający na zastąpieniu jednego leksemu strukturą opisową, najczęściej składającą się z dwóch elementów o synonimicznym znaczeniu, np. badać – prowadzić badania. Często uznawana jest przez językoznawców za przeciwieństwo uniwerbizacji. Multiwerbizacja charakterystyczna jest dla stylu formalnego, urzędowego czy naukowego. Twórcą tego terminu jest O. Man.